# Gienir García
Gienir Eduardo García Figueroa (Zacatepec, Morelos, México, 8 de octubre de 1989), futbolista mexicano. Juega de defensa y fue formado por todo el proceso de formación desde fuerzas básicas de Cruz Azul en la Primera División Mexicana. Actualmente juega en Ballenas Galeana del Ascenso MX.

## Palmarés

### Distinciones con Clubes
| Liga o Copa           | Sede   | Resultado | Club      |
| --------------------- | ------ | --------- | --------- |
| Copa MX Clausura 2013 | México | Campeón   | Cruz Azul |

- Datos: Q5559786